# Fujiidera
Fujiidera (藤井寺市, Fujiidera-shi) és una ciutat i municipi de la prefectura d'Osaka, a la regió de Kansai, Japó. Fujiidera, igual que Habikino és coneguda per ser lloc de kofun o túmuls funeraris del període Kofun. Per la seua proximitat, Fujiidera forma part de l'àrea metropolitana d'Osaka.

## Geografia

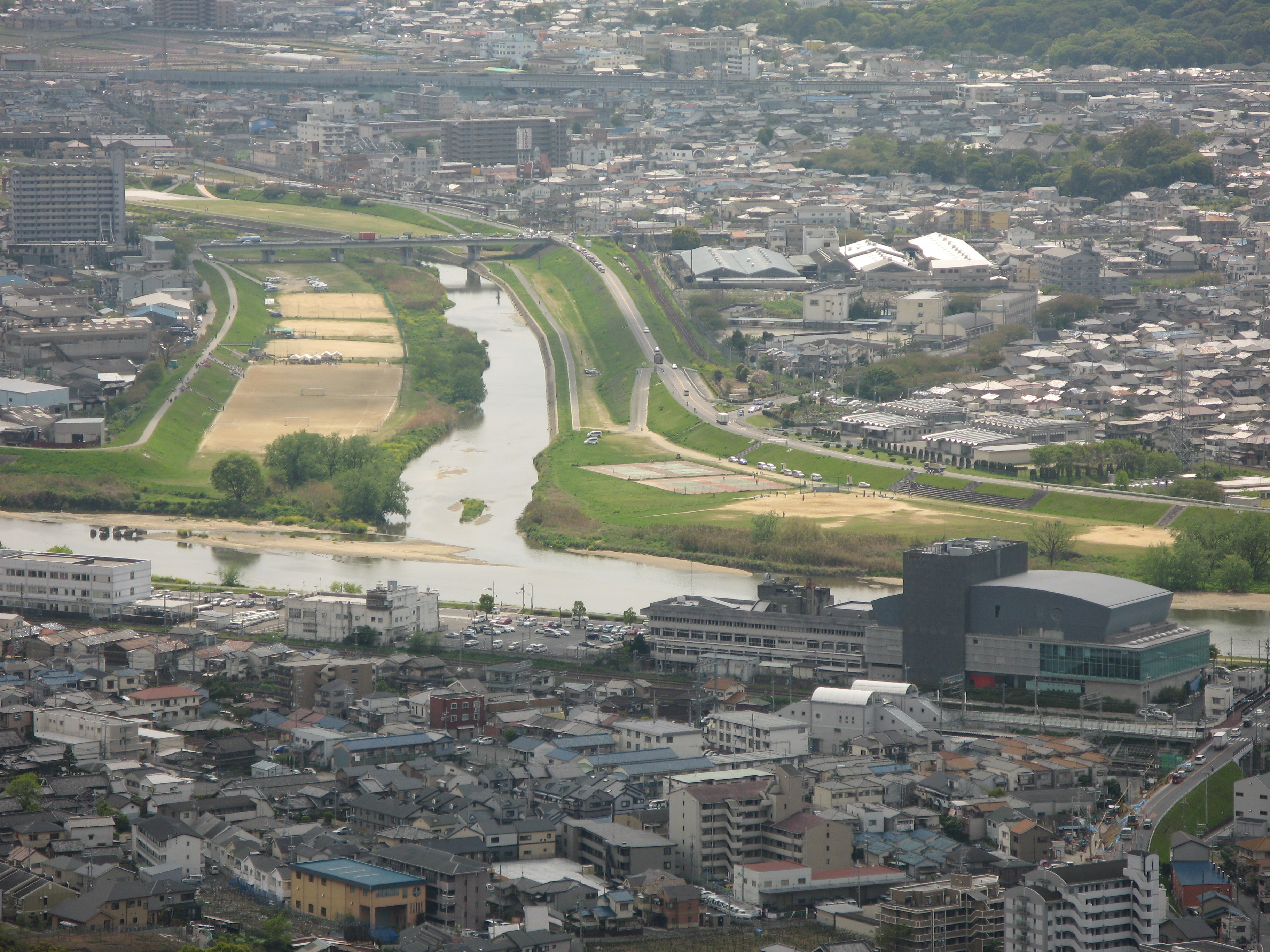
Riu Yamato entre Fujiidera i Kashiwara

El municipi de Fujiidera es troba a l'est de la prefectura d'Osaka i està adscrit pel govern prefectural a la regió de Minami-Kawachi o Kawachi sud, en record a l'antiga província i del districte on es trobava l'àrea que actualment ocupa Fujiidera fins al 1966. El terme municipal de Fujiidera limita amb els de Yao al nord, Habikino al sud, Kashiwara a l'est i Matsubara a l'oest, tots ells pertanyents a la mateixa prefectura. Dos rius principals flueixen per la ciutat, el riu Yamato, el més llarg, i el riu Ishikawa, més curt i tributari del primer. Algunes parts del llit del riu han estat destinades a l'ús recreacional. El llits dels dos rius estan flanquejats per dos dics cadascun que protegeix les zones residencials de possibles crescudes.

## Història

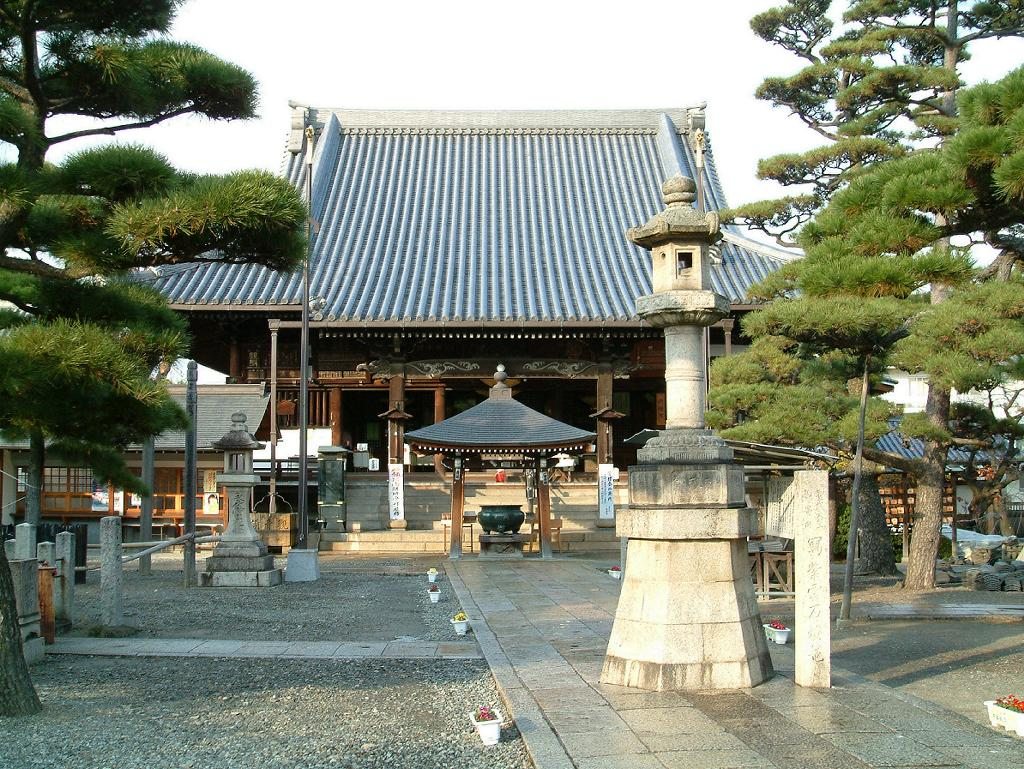
Temple Fujii o Fujii-dera

Fins a l'era Meiji, l'àrea on actualment es troba la ciutat de Fujiidera va formar part de l'antiga província de Kawachi. A Fujiidera existeixen una sèrie de kofun o túmuls del període Kofun que transcendeixen els límits municipals i també es troben a Habikino i que són Patrimoni de la Humanitat. En aquests kofun es troben soterrats l'Emperador Chūai i l'Emperador Ingyō.
Des de 1896 fins a 1966 els respectius municipis que van existir a la zona van ser part del districte de Minamikawachi. El 1959 les viles de Fujiidera i Domyoji es van unir per a crear la vila de Fujiidera-Domyoji, però només un any després aquest nou municipi fou reanomenat com a Misasagi. L'1 de novembre de 1966 Fujiidera es va constituir en ciutat i així continua fins a l'actualitat.

## Política i govern

### Assemblea
| Assemblea de Fujiidera (2019-2023) | Assemblea de Fujiidera (2019-2023) | Assemblea de Fujiidera (2019-2023) | Assemblea de Fujiidera (2019-2023) |
| P: Kō Okamoto (Ind)                | P: Kō Okamoto (Ind)                | V: Hokoru Kinoshita (PCJ)          | V: Hokoru Kinoshita (PCJ)          |
| Grups polítics                     | Grups polítics                     | Grups polítics                     | Regidors                           |
| ---------------------------------- | ---------------------------------- | ---------------------------------- | ---------------------------------- |
|                                    | Reforma Fujiidera                  | Ind                                | 3 / 14                             |
|                                    | Kōmeitō                            | KMT                                | 3 / 14                             |
|                                    | Partit de la Restauració d'Osaka   | PRO                                | 3 / 14                             |
|                                    | Partit Comunista del Japó          | PCJ                                | 2 / 14                             |
|                                    | Club Nova Política                 | Ind                                | 2 / 14                             |
|                                    | No Adscrits                        | Ind                                | 1 / 14                             |

### Alcaldes
En aquesta taula només es reflecteixen els alcaldes democràtics, és a dir, des de l'any 1947. En el cas concret de Fujiidera, la llista comença el 1966, quan es constituí el municipi.
| Alcalde          | Inici del mandat | Fi del mandat | Partit | Partit |
| Keizō Matsuuchi  | 1963             | 1971          |        | Ind    |
| Hiroshi Horibata | 1979             | 1999          |        | Ind    |
| Kazuhiko Iseki   | 1999             | 2007          |        | Ind    |
| Kazuo Kunishita  | 2007             | 2019          |        | Ind    |
| Kazuki Okada     | 2019             | -             |        | Ind    |

## Demografia
| 1920   | 1930   | 1940   | 1950   | 1960   | 1970   | 1980   |
| ------ | ------ | ------ | ------ | ------ | ------ | ------ |
| 8.053  | 10.413 | 13.116 | 17.911 | 26.509 | 50.414 | 63.726 |
| 1990   | 2000   | 2010   | 2020   | 2030   | 2040   | 2050   |
| 65.922 | 66.806 | 66.174 | 63.536 | -      | -      | -      |

## Transport

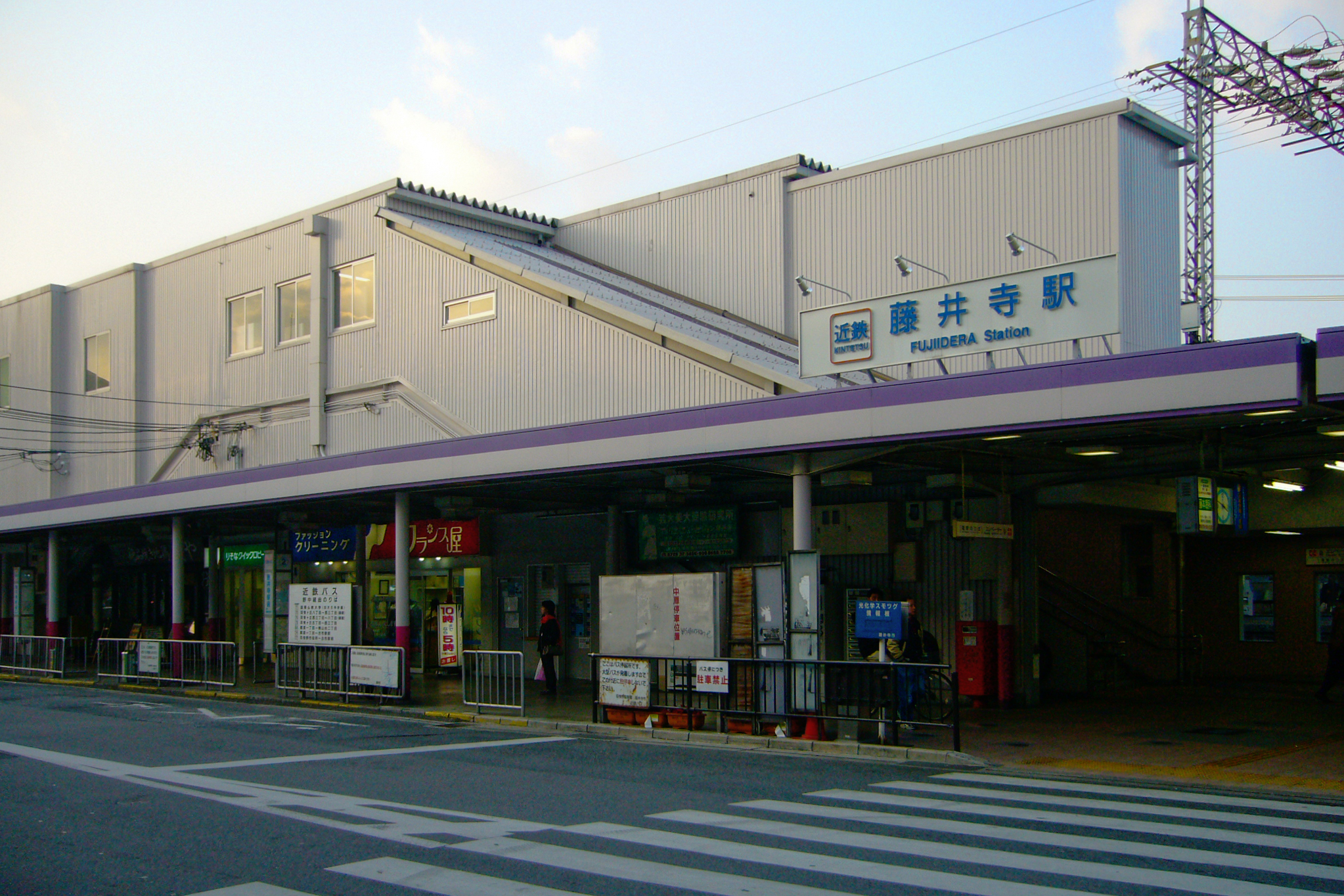
Estació de Fujiidera

### Ferrocarril
- Ferrocarril Kinki Nippon (Kintetsu)
  - Fujiidera - Hajinosato - Dōmyōji

### Carretera
- Autopista Nishi-Meihan
- N-170
- OS-2 - OS/NR-12 - OS-31 - OS-174 - OS-186 - OS-189 - OS-190

## Agermanaments
- Yamazoe, prefectura de Nara, Japó. (27 de setembre de 1984)
- Huangshan, província d'Anhui, RPX. (9 de novembre de 1994)